# Vadodara
Vadodara (äldre namn Baroda) är en stad i den indiska delstaten Gujarat och är centralort i ett distrikt med samma namn. Folkmängden uppgick till cirka 1,8 miljoner invånare vid folkräkningen 2011. Med förorter beräknades folkmängden till cirka 2,1 miljoner invånare 2018. Staden hette ursprungligen Chandravati, sedan Viravati, följt av Vadpatra, Baroda och så slutligen Vadodara. Staden ligger längs floden Vishwamitri och har anor på kanske 2 000 år. Från 1734, under Brittiska Indiens tid, och fram till 1949, styrdes staden av dynastin Gaekwad. 
Det anses idag att Gaekwaddynastin förde en mycket framsynt politik, där man lockade till sig människor från hela Indien; snart sagt varje folkgrupp i landet ska vara representerad i stadens befolkning. 
Inom de delstatliga och lokala myndigheterna använder man såväl gujarati som engelska. Myndigheterna i staden använder sig av engelska och hindi, medan näringslivet nöjer sig med enbart engelskan. Även undervisningen vid Maharaja Sayajirao University of Baroda (MSU) sker på engelska. Det allmänna skolväsendet har gujarati, marathi, hindi, engelska såväl som andra undervisningsspråk.
Sedan olja och naturgas upptäcktes i Ankleshwar och i norra delen av Gujarat har en snabb industrialisering ägt rum i delstaten, och detta har särskilt gynnat Vadodararegionen. Ett flertal mycket stora petrokemiska och kemitekniska företag i staden har sedan gett växtkraft åt småföretagsamheten.